# Serdj El Ghoul
Serdj El Ghoul là một đô thị thuộc tỉnh Sétif, Algérie. Dân số thời điểm năm 2002 là 11.044 người.